# Kim Joosten
Kim Joosten (Arnhem, 14 juni 2002) is een Nederlands voetbalspeelster. Ze speelt als middenvelder voor De Graafschap in de Vrouwen Eerste divisie.

## Clubcarrière
Joosten begon met voetballen bij VV Eldenia in haar geboortestad. In 2024 hield het vrouwenvoetbalelftal van VV Eldenia op met bestaan. Joosten voegde zich op 15 mei 2024 bij het nieuw opgerichte vrouwenvoetbalelftal van De Graafschap.
Op 14 september 2024 maakte Joosten haar debuut in de Vrouwen Eerste divisie in een gelijkspel tegen Jong sc Heerenveen. Joosten maakte op 20 oktober 2024 haar eerste doelpunt in de Vrouwen Eerste divisie door in een uitwedstrijd tegen Jong Excelsior de eindstand op 2-2 te bepalen. Op 8 november 2024 speelde Joosten met de Superboerinnen haar eerste wedstrijd in Stadion De Vijverberg. Door een blessure kwam Joosten zelf niet in actie, maar ze zag haar ploeggenoten een overwinning boeken op Jong sc Heerenveen. Ondanks dat Joosten door veelvuldig blessureleed niet veel minuten maakte, werd in april 2025 haar contract met een seizoen verlengd.

## Statistieken
| Seizoen | Club          | Land      | Competitie     | Wedstrijden | Doelpunten |
| ------- | ------------- | --------- | -------------- | ----------- | ---------- |
| 2024/25 | De Graafschap | Nederland | Eerste divisie | 5           | 1          |
| Totaal  | Totaal        | Totaal    | Totaal         | 5           | 1          |

Laatste update: 16 april 2025
1 Kers ·
2 Mulder ·
3 Kleine ·
4 Jansen ·
5 Hakkers ·
6 Van Engen ·
7 Visser ·
8 Hubert ·
9 Roddenhof ·
10 Masseling ·
11 Zeijseink ·
12 Wagenmans ·
14 Joseph ·
15 Bolder ·
16 L. Alkema ·
17 Tijink ·
18 Klees ·
19 Geltink ·
20 Reijenga ·
21 Verheij ·
22 Joosten ·
23 Hubers ·
24 Reisner ·
25 Rothman ·
27 T. Alkema ·
31 Snippe ·
Coach: Kleinhesselink